# Sergio Kawarmala
Sergio Kawarmala (Eindhoven, 2 augustus 1985) is een voetballer die in de jeugdopleiding van PSV speelde.
Kawarmala speelt al jaren in de jeugd van PSV. Sinds seizoen 2004-2005 zit hij bij de selectie van Jong PSV. Kawarmala is rechtsbenig en kan op verschillende posities spelen, vooral in de verdediging en op het middenveld. In het seizoen 2006/07 speelde hij 18 wedstrijden (1 doelpunt) voor Helmond Sport. Hij vertrok hier vroegtijdig.
Kawarmala ging vervolgens spelen voor de amateurclubs DBS uit Eindhoven en VV De Valk uit Valkenswaard. Vanaf het seizoen 2011-2012 zou hij uitkomen  voor FC Eindhoven, maar haakte om privéredenen af.